# Korea Stamp Corporation
Korea Stamp Corporation là cơ quan phát hành tem bưu chính ở Bắc Triều Tiên.